# 松橋登
松橋 登（まつはし のぼる、1944年〈昭和19年〉11月3日 - ）は、日本の俳優、声優。本名は同じ。
千葉県市川市出身。上智大学外国語学部フランス語科中退。いむらプロ、宮前寿美子事務所、アルファエージェンシーを経て、町田英子事務所に所属。

## 来歴・人物
大学中退後、1967年に劇団四季に入団、同劇団のホープとして『ハムレット』『白痴』などで主役を演じ注目を浴びる。1970年には松竹の『青春大全集』で吉永小百合の相手役に抜擢されて映画界にも進出。
以降も繊細な個性を持つ美形俳優として、テレビドラマにも活躍の場を広げるが、単なる二枚目役に収まらず、その甘いマスクの内面に潜む狂気を体現したようなエキセントリックな演技でも多くの実績を残している。冷酷非情な色悪から病的なサイコ犯、憎々しいドラ息子や時代劇のバカ殿まで、癖の強い役柄をさまざまに演じ、個性派俳優としての揺るぎない地位を確立した。
テレビドラマ『天皇の世紀』で一橋慶喜、『黄金の日日』で足利義昭、太宰治の『右大臣実朝』を紹介した番組で源実朝と、「最後の将軍」を3人とも演じた唯一の俳優でもある。
また、声優としても海外映画、海外ドラマの吹き替えなどで幅広く活躍している。主な例としては野沢那智に次いでジュリアーノ・ジェンマを多く担当しており、他にもジョン・ローン、レオン・カーフェイ、カイル・マクラクランなどを持ち役としている。

## 出演

### テレビドラマ
- 恋愛術入門 第10話「素晴らしき汽車ポッポ」（1970年、TBS）
- 天皇の世紀 第一部 第4話「地熱」、第5話「大獄」（1971年、TBS） - 一橋慶喜
- 笹沢左保 峠シリーズ / 鬼首峠に棄てた鈴 （1972年、CX） - 鳴神の伊三郎
- 怪談 第9回「新選組呪いの血しぶき」（1972年、MBS） - 沖田総司
- キイハンター 第206話「華麗な死刑の部屋」（1972年、TBS） - 西城公彦
- 必殺シリーズ（ABC / 松竹）
  - 必殺仕掛人 第16話「命かけて訴えます」（1972年） - 弥んぞ
  - 新・必殺仕事人 第23話「主水かくれて夜勤する」（1981年） - 総吉
- 遠山の金さんシリーズ（NET / ANB系列）
  - 遠山の金さん捕物帳 第147話「獄門台が招く女」（1973年） - 半七　※中村梅之助版
  - ご存知遠山の金さん 第28話「与力が殺し屋になるとき」（1974年） - 時三
  - 遠山の金さん 杉良太郎版 第1シリーズ（NET/東映）
    - 第75話「はるかな江戸の便り」（1977年） - 巳之吉
    - 第99話「奈落におちた玉の輿」（1977年） - 福富屋 清太郎

  - 遠山の金さん　※高橋英樹版
    - 第1話「新奉行登場!! 顔のない人気作家」（1982年） - 木々亭鈴国
    - 第38話「浮世絵美人が招いた将軍暗殺!」（1983年） - 弧舟

  - 名奉行 遠山の金さん（東映） ※松方弘樹版
    - 第3シリーズ 第10話「お目付桜の子守歌」（1990年） - 相良源之進
    - 第6シリーズ 第22話「還暦祝い毒殺事件」（1995年） - 柳川梅雪
- 非情のライセンス（NET→ANB）
  - 第1シリーズ 第39話「兇悪のライフル」（1973年） - 戸崎晃
  - 第3シリーズ 第15話「兇悪のファミリー・殺意の重奏」（1980年） - 神村和男
- 科学捜査官 第14話「ある愛の帰結」（1974年、KTV / 松竹） - 小松俊彦
- 荒野の素浪人 第2シリーズ 第10話「群狼の宿」（1974年、NET） - 清吉
- 銭形平次 第416話「死神が子を招く」（1974年、CX） - 新之助
- アイフル大作戦 第53話「ストッキングをかぶった男」（1974年、TBS） - 藤堂健作
- バーディー大作戦 第10話「吸血ワラ人形の大予言!」（1974年、TBS） - 慎一
- 伝七捕物帳 （NTV）
  - 第33話「情が結ぶ廻し文」（1974年） - 幸助
  - 第62話「赤ん坊抱えた黒門町」（1975年） - 清吉
  - 第130話「涙にぬれた罪の花」（1976年） - 直次郎
- ライオン奥様劇場 / 義姉弟 （1975年、CX）
- 剣と風と子守唄 第8話「孤雁の群れ」（1975年、NTV） - 堂本弥平次
- 破れ傘刀舟悪人狩り 第81話「振り袖の熱い涙」（1976年、NET） - 佐吉
- 隠し目付参上 第10話「鬼も十八 番茶も出花か」（1976年、MBS） - 藤木兵助
- Gメン'75（TBS）
  - 第40話「硫酸とビキニの女」（1976年） - 剣持律夫
  - 第123話「野球場ナイター殺人事件」、第124話「極秘作戦逆探知」（1977年） - 小沢
  - 第142話「エレベーター密室殺人事件」（1978年） - 安木浩吉
  - 第158話「警官だけを殺せ!」、第159話「刑事が銃殺される時」（1978年） - 西野俊一
  - 第207話「婦人警官連続殺人事件」（1979年） - 松岡道夫
  - 第282話「肉体のない女が呼んでいる」（1980年） - 雲野賢吉
  - 第312話「口紅連続殺人事件」（1981年） - 笠岡俊和
- 太陽にほえろ!（NTV）
  - 第213話「正当防衛」（1976年） - 前島満
  - 第498話「600秒の賭け」（1982年） - 坂口和夫
  - 太陽にほえろ!PART2 第7話「逃げる」（1987年） - 松平冬樹
- 夜明けの刑事 (TBS / 大映テレビ）
  - 第87話「ママはライバル殺人事件」(1976年)
  - 第106話「殺人は方程式に従え!」（1977年）
- 江戸特捜指令 第19話「妖鬼! 幽霊男の能面が笑った」（1977年、MBS）
- 同心部屋御用帳 江戸の旋風III 第9話「母の償い」（1977年、CX）
- 桃太郎侍 第27話「袋小路の男」（1977年、NTV） - 卯之助　※高橋英樹版
- 土曜ワイド劇場（ANB）
  - 江戸川乱歩の美女シリーズ
    - 第1作「氷柱の美女 江戸川乱歩の『吸血鬼』より」 （1977年） - 三谷房夫 / 谷山三郎
    - 第10作「大時計の美女 江戸川乱歩の『幽霊塔』」（1979年） - 股野礼三

  - 松本清張の地の骨（1980年） - 倉吉秀夫
  - 迷探偵記者羽鳥雄太郎と駆け出し女刑事シリーズ 第3作「別府温泉の湯けむりに女の死体を見た!」（1987年）
  - 女弁護士 朝吹里矢子 第11作「小さな目撃者」（1989年） - 松浦洋平
  - 西村京太郎トラベルミステリー 第19作「L特急踊り子号殺人事件」（1991年） - 羽田道雄
- 横溝正史シリーズ / 犬神家の一族 （1977年、MBS） - 犬神佐智
- ポーラテレビ小説 / 文子とはつ （1977年 - 1978年、TBS） - 水沢泰彦
- 大河ドラマ（NHK）
  - 黄金の日日（1978年） - 足利義昭
  - 峠の群像（1982年） - 上杉綱憲
  - 春の波涛（1985年） - 土肥庸元
  - 武田信玄（1988年） - 正親町三条公兄
  - 信長 KING OF ZIPANGU（1992年） - 飛鳥井雅教
  - 八代将軍吉宗（1995年） - 渥美勝之
  - 葵 徳川三代（2000年） - 明石掃部
- 新五捕物帳 第37話「夢まくら恋の仇花」（1978年、NTV）
- 日曜恐怖シリーズ （KTV）
  - 第1シリーズ 第1話「すすり泣く湖」（1978年）
  - 第2シリーズ 第8話「呪いの館」（1979年）
- 刑事鉄平 第10話「一平の神様! 鉄平の犯人（ホシ）」（1979年、KTV）
- 鉄道公安官 第17話「東京-隠岐・犯罪特急」（1979年、ANB） - 栗田ヒロシ
- 大江戸捜査網（12ch→TX / 三船プロ）
  - 第418話「悪を撃つ謎のオランダ銃」（1979年） - 佐吉
  - 第591話「女牢しのび肌 禁断の闇化粧」（1983年） - 城所東安
- 駆け込みビル7号室 第10話「純白のウェディングドレスが泣いている」（1979年、CX） - 田代ヒロシ
- 水曜時代劇（NHK）
  - 御宿かわせみ
    - 第1シリーズ 第9話「女がひとり」（1980年）
    - 第2シリーズ 第2話「川のほとり」（1982年） - 藤太郎

  - 新・なにわの源蔵事件帳 第8話「レースを編む男」（1984年）
- 傑作推理劇場 / 松本清張の駆ける男 （1980年、ANB）
- 影の軍団（KTV）
  - 服部半蔵 影の軍団 第14話「将軍蒸発! 女狐の陰謀」・第15話「地獄を招く妖僧」（1980年） - 一ノ院浄空
  - 影の軍団III 第9話「仮面と毒薬」（1982年） - 裏熊野天変丸
  - 影の軍団 幕末編 第37話「逃がし屋は鬼の棲み家」（1985年） - 玄阿弥
- ザ・ハングマン（1981年、ABC）
  - 第11話「魔性の母と狼の息子」 - 鮫島隆平
  - 第39話「悪医者は吸血処刑」 - 大徳寺俊彦（大徳寺総合クリニック副院長）
- 文吾捕物帳 第18話「ここほれ子猫」（1982年、ANB）
- 特捜最前線（1983年、ANB）
  - 第295話「モーニングサービスの謎!」 - 望月礼次郎（劇団「青い影」演出家）
  - 第324話「紫陽花の見た殺人鬼!」 - 矢吹信彦
- 右門捕物帖 第20話「白浪五人男」（1983年、NTV）
- 月曜ワイド劇場 / はだしの未亡人 （1983年、ANB）
- 時代劇スペシャル / 怪談 妖蝶の棲む館 （1983年、CX） - 秋月弦之助
- 大奥 第48話「悲恋の皇女和宮」・第49話「江戸城のおさな妻」（1984年、KTV） - 孝明天皇
- 火曜サスペンス劇場（NTV）
  - 松本清張の脊梁（1982年、松竹 / 霧プロダクション）
  - 沈黙は罠（1984年、東映） - 下村猛
  - 狙われた白衣の天使（1988年、リバース企画）
- ニュードキュメンタリードラマ昭和 松本清張事件にせまる 第9回「芥川龍之介の自殺」（1984年、ANB / 国際放映） - 芥川龍之介
- 大岡越前 （TBS / C.A.L）
  - 第8部 第15話「厩火事殺人事件」（1984年10月29日） - 彦四郎
  - 第10部 第5話「呪われた相続殺人事件」（1988年3月28日） - 捨吉
  - 第13部 第23話「凶賊は義母の仲間」（1993年4月19日） - 利助
- 12時間超ワイドドラマ / 風雲江戸城 怒涛の将軍徳川家光 （1987年、TX） - 九条実知
- 暴れん坊将軍IV 第5話「女盗賊の恋」（1991年、ANB） - 野村玄之丞
- 木曜劇場 / 愛という名のもとに （1992年、CX） - 奥山幸一
- 大空港'92 第9話「偽造パスポートの女!? OL疑惑の完全犯罪」（1992年、ANB）
- 闇を斬る!大江戸犯科帳 第8話「雪姫御乱行」（1993年、NTV） - 座光寺蔵人
- ドラマ30
  - 娘からの宿題（1993年、総合ビジョン / CBC） - 医師
  - アゲイン〜ラヴ・ソングをもう一度〜 （1999年、CBC） - 岩代
- 土曜ドラマ / 否認 （1994年、NHK）
- 銭形平次 第5シリーズ 第1話「消えた弁財天」（1995年、CX） - 銀蔵
- 月曜ミステリー劇場 / おばさん会長・紫の犯罪清掃日記!ゴミは殺しを知っている 第5作（2003年、TBS） - 山根則夫
- 女と愛とミステリー / 警視庁心理分析捜査官・崎山知子 第2作「雨に歪む女の殺意」（2004年、BSジャパン / TX） - 上原秀一

### 映画
- 青春大全集 （1970年、松竹） - 黒木保
- 沈黙 SILENCE （1971年、東宝） - モキチ
- 影の爪 （1972年、松竹） - 大野甲介
- 心 （1973年、ATG） - K
- 流れの譜 （1974年、松竹） - 久保
- わが道（1974年、近代映画協会） - 星竹夫
- 昭和枯れすすき （1975年、松竹） - 中川
- 陽のあたる坂道 （1975年、東宝） - 田代雄吉
- 青春狂詩曲 （1975年、共同映画） - 藤井先生
- 雨のアムステルダム （1975年、東宝） - 片山邦雄
- 変奏曲 （1976年、ATG） - 水品健三
- 不連続殺人事件 （1977年、ATG） - 海老塚医師
- 多羅尾伴内 鬼面村の惨劇 （1978年、東映） - 日向徹
- 刺青 （1978年、オズ）
- 魔界転生 （1981年、角川映画 / 東映） - 徳川家綱
- 伊賀忍法帖 （1982年、角川映画 / 東映） - 三好義興
- セカンド・ラブ （1983年、東映） - 上条
- ヘッドフォン・ララバイ （1983年、東映） - 沼田先生
- 湾岸道路 （1984年、東映） - カードの男

### 舞台
- 白痴 （1969年、1970年） - ムイシュキン公爵
- 白鳥の王子 （1969年） - ハンス
- ハムレット （1969年）
- 野生の女 （1969年） - フローラン
- トロイ戦争は起こらないだろう （1969年） - パリス
- さよならTYO （1970年） - ヒッピー
- 博多思案橋 （1971年）
- 歌麿 （1972年） - 写楽
- 実朝出帆 （1973年） - 公暁
- 椅子と伝説 （1974年） - 男
- PIPPIN （1976年） - ルウィス
- マイ・フェア・レディ （1976年） - フレディ
- 木像磔刑 （1978年） - 新三郎
- 或る女（1978年）
- ロミオとジュリエット （1979年、1988年） - パリス
- ペテルブルグの夢 （1981年） - ラスコーリニコフ
- 新宿たった一夜物語 （1981年） - 腎臓
- 別れも愉し （1981年） - モーリス
- おうエロイーズ! （1983年） - アベラール
- オイディプス昇天 （1983年） - ポリュネイケス
- 恋人 （1984年） - リチャード / マックス
- どん底 （1985年） - 男爵
- 伯爵夫人の肖像 （1985年）
- 愛少女ポリアンナ物語 （1985年）
- 最後の畜生 （1986年） - 大佐
- 忘れな草 （1986年） - 昴
- 天使にさよなら （1987年） - シジン
- 十二人の怒れる男たち （1988年） - 陪審員5
- 新四谷怪談 （1989年） - 直助
- リチャード3世 （1989年、1995年） - クラレンス公ジョージ
- 東京行進曲 （1990年） - 竹久夢二
- 荒城の月 （1990年） - 瀧廉太郎
- 夏の夜の夢（1991年） - オーベロン / シーシアス
- 寺院の殺人 （1991年） - 誘惑者 / 騎士
- アイ・ラブ・坊っちゃん （1992年 - 1993年、2007年） - 夏目漱石
- High Spirits （1993年） - ドクター・ブラッドマン
- カラミティ・ジェーン （1993年） - ジム・オニール / ウィルキング
- 屋根の上のバイオリン弾き （1994年） - 仕立て屋モーテル
- 女相撲 （1994年） - 堤隆介
- 四谷怪談 （1995年） - 伊藤喜兵衛
- メジャー・フォー・メジャー （1996年） - 刑務所長
- 愛の讃歌 （1996年、2000年、2006年、2011年） - レーモン・アッソー
- 第二章 （1997年） - ジョージ
- ヨコハマ物語 （1998年） - 柊一郎
- 十二夜 （1998年） - オーシーノ公爵
- 十二夜 （1999年） - フェステ
- 恋ひ歌〜白蓮と龍介 （2000年、2003年） - 柳原義光伯爵
- ダンス・アクト・シリーズ ジャン・コクトー 堕天使の恋 （2001年、2002年） - 語り / コクトーの父 (二役)
- 十二人の怒れる男たち （2004年、2009年、2010年、2011年） - 陪審員8
- 冬物語 （2005年） - オートリカス
- 師走二人会 / 朗読：よだかの星 （2006年）
- 霜月二人会 / 朗読：セロ弾きのゴーシュ （2007年）
- にんぎょひめ （2008年、2009年） - 医者
- 師走二人会 / 朗読：いくさのさん （2008年）
- 日輪〜あるいは夜の曳航 （2010年）
- ジョルジュ (朗読劇) (2011年)  - 弁護士ミッシェル
- ひねもすかたりの会 / 朗読：高瀬舟 （2012年）
- 人形の家 （2012年） - クログスタ

### 吹き替え

#### 俳優
- ジュリアーノ・ジェンマ
  - アフリカ特急 （日本テレビ版）
  - 復讐のダラス／怒りの用心棒 （日本テレビ版）
  - イタリア式恋人アタック作戦 （日本テレビ版）
  - さすらいの用心棒 （日本テレビ版）
  - ザ・ビッグマン （日本テレビ版）
  - サファリ特急 （日本テレビ版）
  - 新・さすらいの用心棒 （日本テレビ版）
  - 続・さすらいの一匹狼 （日本テレビ版）

- ジョン・ローン
  - シャドー - シワン・カーン ※ソフト版
  - 上海1920/あの日みた夢のために - ビリー・フォン
  - ラストエンペラー - 愛新覚羅溥儀

- レオン・カーフェイ
  - 愛人/ラマン - 中国人青年 （日本テレビ版）
  - アゲイン/明日への誓い - マイケル （ビデオ版）
  - 西太后 - 咸豊帝 （TBS版）
  - ドラゴン・イン - チョウ・ワイオン
  - 楽園の瑕 - 東邪

#### 洋画
- アメリカン・ジゴロ - ジュリアン・ケイ（リチャード・ギア）
- ある貴婦人の肖像 - ギルバート・オズモンド（ジョン・マルコヴィッチ）
- 王妃マルゴ - シャルル9世（ジャン＝ユーグ・アングラード）
- カサノバ - プッチ司教（ジェレミー・アイアンズ）
- キスへのプレリュード - ピーター・ホスキンス（アレック・ボールドウィン） ※機内上映版
- サイコ2 - ノーマン・ベイツ（アンソニー・パーキンス）
- 三銃士 - ダルタニアン（マイケル・ヨーク）
- 死にゆく者への祈り - マーティン・ファロン（ミッキー・ローク）
- ジョニーは戦場へ行った - ジョニー（ティモシー・ボトムズ）
- スペースバンパイア - カールセン大佐（スティーヴ・レイルズバック） ※テレビ朝日新録版
- セックスと嘘とビデオテープ  - グレアム（ジェームズ・スペイダー） ※TBS版
- 1900年  - アルフレード・ベルリンギエリ（ロバート・デ・ニーロ）
- 太陽がいっぱい  - トム（アラン・ドロン） ※日本テレビ版
- ダンジョン&ドラゴン - プロフィオン（ジェレミー・アイアンズ） ※日本テレビ版
- 血のエクソシズム/ドラキュラの復活 - サイモン・カールソン（デニス・ウォーターマン）※日本テレビ版（BD収録）
- デューン/砂の惑星 - ポール・アトレイデス（カイル・マクラクラン） ※テレビ朝日版（BD収録）
- 天地創造（ナレーション〈ジョン・ヒューストン〉）※テレビ朝日版
- ハリケーン - ジャック（ティモシー・ボトムズ）
- ヒドゥン - ロイド・ギャラガー（カイル・マクラクラン）
- ビリー・ザ・キッド/21才の生涯 - エイリアス（ボブ・ディラン）
- ペンタグラム/悪魔の烙印 - ラス・ローガン（ルー・ダイアモンド・フィリップス） ※テレビ版
- 四銃士 - ダルタニアン（マイケル・ヨーク）
- ラビリンス/魔王の迷宮  - 魔王ジャレス（デヴィッド・ボウイ） ※NHK-BS版
- リトル・ブッダ - シッダールタ王子（キアヌ・リーブス）
- レネゲイズ - ハンク・ストーム（ルー・ダイアモンド・フィリップス） ※テレビ版

#### 海外ドラマ
- 大草原の小さな家 - アダム・ケンダル （リンウッド・ブーマー）
- シャーロック・ホームズの冒険 - ジェームズ・ライダー、エドワルド・ルーカス
- 刑事コロンボ「死者のメッセージ」 - エドモンド・ガルヴィン（チェールズ・フランク）
- 名探偵ポワロ「五匹の子豚」 - アミアス・クレイル（エイダン・ギレン）
- アリー my Love（シーズン5）　- クレア・オトムズ（デイム・エドナ・エバリッジ）
- 殺しの演出者 - ギル・ウェストン （バリー・ボストウィック）

### アニメ
- まんが日本絵巻（1978年） - 明智光秀
- オーディーン 光子帆船スターライト （1985年） - サイボーグ

### 人形劇
- 人形劇 『三国志』（1982年 - 1984年、NHK） - 孫権、孫策、趙雲、馬超、許攸、献帝 他多数

### テレビバラエティー
- 弥栄子でございます (1970年、フジテレビ) - 司会
- クイズ面白ゼミナール (1982年10月31日、1986年4月27日、NHK)
- 笑っていいとも (1986年3月7日、フジテレビ) - テレフォンショッキングコーナーゲスト
- クイズ!脳ベルSHOW (2017年8月2日 - 8月4日、BSフジ)

他多数

### ラジオ
- 松橋登の「夜空と星と音楽と」(1970年、文化放送)

#### ラジオドラマ
- 蝶の道（1987年12月6日、TBSラジオ） - 尾崎秀彦

他多数 

### ドラマCD・オーディオブック
- 炎の蜃気楼 まほろばの龍神（1992年） - 直江信綱 / 橘義明
- 宮沢賢治 『セロ弾きのゴーシュ』(2002年、新潮社)

### 朗読LP
- ボードレール 『悪の華』CBS SONY  SOND-66014（訳：福永武彦、演出：舞川 茂）

### CM
- 三菱自動車ギャラン（1970年）
- 馬里邑 (1970年放送の松橋出演のラジオ番組に一社提供番組として出資)
- キリンビール マインブロイ (1979年 - 1980年)
- 森永製菓 カレ・ド・ショコラ (2006年、ナレーション)
- WOWOW (2016年 - 2017年)
- 静岡新聞